# 包纳塔尔
包纳塔尔（德語：Baunatal，發音：[ˈbaʊnaˌtaːl] ⓘ，意为“包纳河谷”）是德国黑森州卡塞尔行政区卡塞尔县的城市，面积38.27平方千米，2023年12月31日人口为28,298人。